# P570 Knud Rasmussen
P570 Knud Rasmussen er det første skib i Knud Rasmussen-klassen og er bygget til at patruljere i farvandene omkring Grønland. Skibet er navngivet efter den dansk/grønlandske polarforsker Knud Rasmussen, der foretog adskillige ekspeditioner på Grønland. Skibet er bygget på Karstensens Skibsværft, hvor det var betegnet som nybygning nummer 400.